# غوستاف سيمونز
غوستاف سيمونز (بالإنجليزية: Gustavus Simmons)‏ هو عالم حاسوب ورياضياتي أمريكي، ولد في 27 أكتوبر 1930 في فيرجينيا الغربية في الولايات المتحدة.